# أنطونيا مورينو ليفا
أنطونيا مورينو ليفا (بالإسبانية: Antonia Moreno Leyva) (و. 1848 – 1916 م) هي من بيرو .